# Millanes
Millanes o Millanes de la Mata, es un municipio y localidad española de la provincia de Cáceres, en la comunidad autónoma de Extremadura. El término municipal, perteneciente al partido judicial de Navalmoral de la Mata y a la mancomunidad del Campo Arañuelo, tiene una población de 223 habitantes (INE 2024).

## Geografía
Se sitúa en un territorio bastante llano del Campo Arañuelo, comarca a la que pertenece, estando el municipio a 367 m sobre el nivel del mar. Dista 112 km de la capital provincial.
| Noroeste: Navalmoral de la Mata | Norte: Navalmoral de la Mata | Noreste: Navalmoral de la Mata |
| Oeste: Saucedilla               |                              | Este: Peraleda de la Mata      |
| Suroeste: Belvís de Monroy      | Sur: Belvís de Monroy        | Sureste: Valdehúncar           |

## Historia
A 2,5 km de la actual localidad se halla la villa romana de Olivar del Centeno, del siglo IV. Allí se han hallado, entre otros restos, algunos de los mejores mosaicos de la actual provincia de Cáceres.
Hasta el siglo XIX Millanes formó parte del antiguo concejo conocido como campana de la Mata, junto con Navalmoral y Peraleda y los actualmente despoblados Torviscoso, Valparaíso y Malhincada.
A la caída del Antiguo Régimen la localidad se constituye en municipio constitucional en la región de Extremadura, desde 1834 quedó integrado en el Partido Judicial de Navalmoral de la Mata. En el censo de 1842 contaba con 50 hogares y 274 vecinos.
A mediados del siglo XIX, el lugar contaba con una población censada de 273 habitantes. La localidad aparece descrita en el undécimo volumen del Diccionario geográfico-estadístico-histórico de España y sus posesiones de Ultramar de Pascual Madoz de la siguiente manera:

MILLANES: v. con ayunt. en la prov. y aud. terr. de Cáceres (18 leg.), part. jud. de Navalmoral de la Mata (1), dioc. de Plasencia (9), c. g. de Estremadura (Badajoz 31): sit. entre los r. Tajo y Tietar, es de clima templado, se halla bien ventilada y se padecen intermitentes: tiene 53 casas de un solo piso y tosca construccion, la de ayunt., cárcel, pósito; igl. parr. (San Francisco de Asis), con curato de entrada de provision del diocesano, y buenas fuentes naturales para el uso del vecindario. Confina el térm. por N. con el de Navalmoral de la Mata; E. Peraleda y Valdehuncar; S. Almaráz, y O. Saucedillas; y comprende buenos montes de encina y tierras de labor, en terreno desigual, arenoso y con muchos peñascos; los caminos son vecinales; el correo se recibe en Navalmoral por los mismos interesados. prod.: trigo, centeno, cebada; se mantiene ganado lanar y cabrio, y se cria mucha caza de todas clases. pobl.: 50 vec., 273 alm. cap. prod.: 440,000 rs. imp.: 22,000. contr.: 2,164 5.
(Madoz, 1848, p. 419)

## Demografía
Millanes cuenta con una población de 223 habitantes (INE 2024).
| Gráfica de evolución demográfica de Millanes entre 1842 y 2021                                                      |
| |
| Población de derecho según los censos de población del INE Población de hecho según los censos de población del INE |

## Transportes

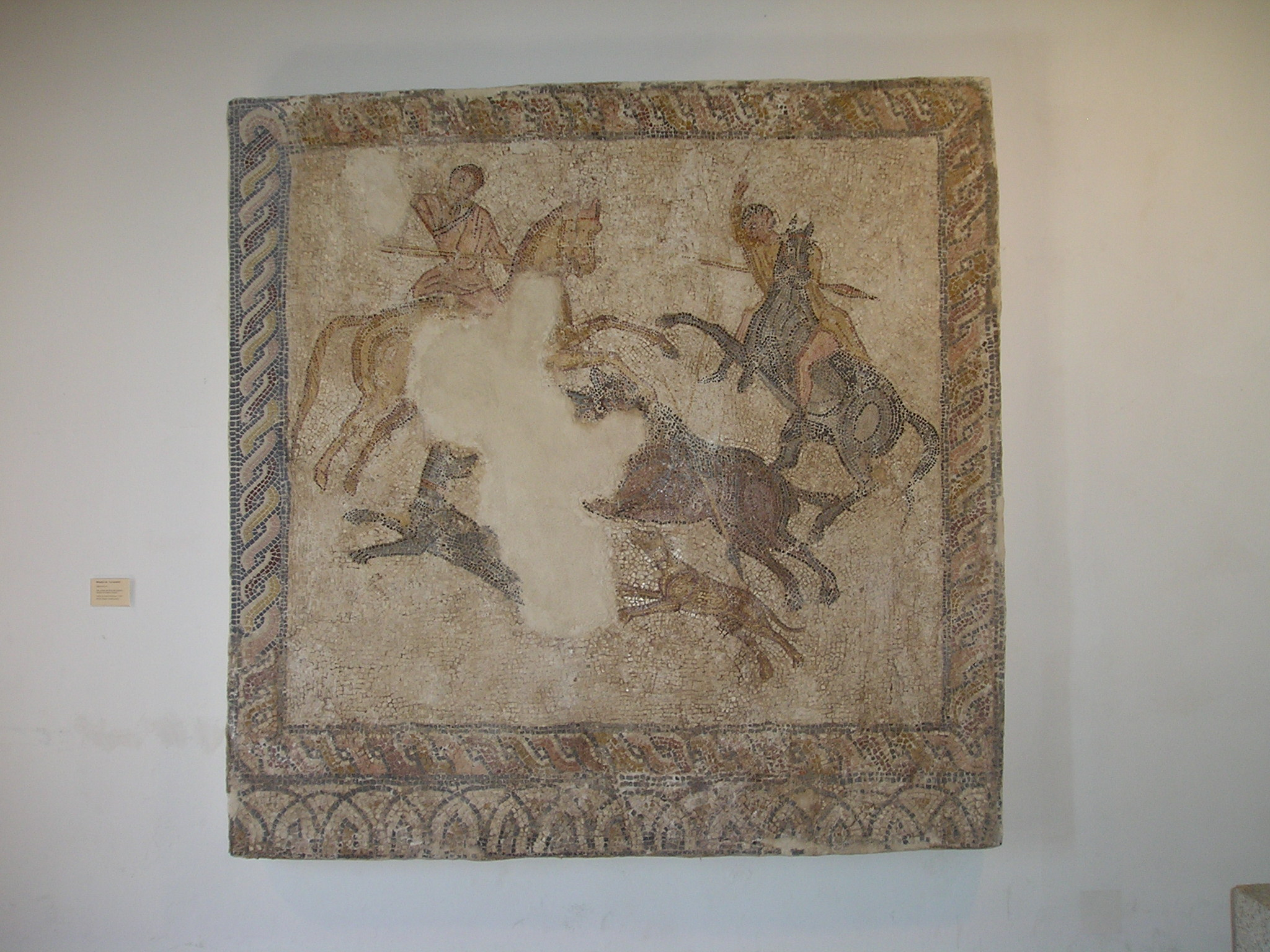
Mosaico romano del hallado en la villa romana de Olivar de Centeno, en el término municipal de Millanes. Conservado en el Museo de Cáceres.

Se sitúa sobre la carretera provincial CC-80, que atraviesa el oeste del pueblo de norte a sur. Dicha carretera lleva al norte a Navalmoral de la Mata, donde se cruza con la N-V en el hospital. A medio camino entre Millanes y Navalmoral pasa la Autovía del Suroeste. Al sur, la CC-80 lleva a Casas de Belvís y Belvís de Monroy.

## Patrimonio
Iglesia parroquial católica bajo la advocación de San Francisco de Asís, en la Archidiócesis de Mérida-Badajoz, Diócesis de Plasencia, arciprestazgo de Navalmoral de la Mata.

## Festividades
En Millanes se celebran las siguientes festividades:
- Fiesta del verano, 15 de agosto;
- San Francisco, 4 de octubre.